# Дженк Ільдем
Дженк Ільдем (тур. Cenk İldem; нар. 5 січня 1986, Стамбул) — турецький борець греко-римського стилю, олімпійський медаліст, призер чемпіонатів світу, чемпіонатів Європи, Європейських ігор і кубків світу, бронзовий призер Олімпійських ігор.

## Життєпис
Боротьбою почав займатися з 1996 року. Двічі, у 2005 та 2006 роках ставав чемпіоном Європи серед юніорів. У 2006 році виграв також титул чемпіона світу серед юніорів.
Виступає за борцівський клуб «Bueyueksehir Beledenyi» зі Стамбула.
З дитинства тренером Дженка є його батько Хусеїн Ільдем, що сам був борцем, вигравав чемпіонат світу серед юніорів 1983 року. Борцем є також і молодщий брат Дженка — Кансу. Він був бронзовим призером Кубку світу 2016 року.

## Спортивні результати на міжнародних змаганнях

### Виступи на Олімпіадах
| Змагання                    | Збірна    | Вагова категорія                 | Місце  |
| --------------------------- | --------- | -------------------------------- | ------ |
| Літні Олімпійські ігри 2012 | Туреччина | греко-римська боротьба, до 96 кг | 11     |
| Літні Олімпійські ігри 2016 | Туреччина | греко-римська боротьба, до 98 кг | Бронза |
| Літні Олімпійські ігри 2020 | Туреччина | греко-римська боротьба, до 97 кг | 12     |

### Виступи на Чемпіонатах світу
| Змагання                        | Збірна    | Вагова категорія                 | Місце  |
| ------------------------------- | --------- | -------------------------------- | ------ |
| Чемпіонат світу з боротьби 2011 | Туреччина | греко-римська боротьба, до 96 кг | Бронза |
| Чемпіонат світу з боротьби 2013 | Туреччина | греко-римська боротьба, до 96 кг | 10     |
| Чемпіонат світу з боротьби 2014 | Туреччина | греко-римська боротьба, до 98 кг | Бронза |
| Чемпіонат світу з боротьби 2015 | Туреччина | греко-римська боротьба, до 98 кг | 13     |
| Чемпіонат світу з боротьби 2019 | Туреччина | греко-римська боротьба, до 97 кг | Бронза |

### Виступи на Чемпіонатах Європи
| Змагання                         | Збірна    | Вагова категорія                 | Місце  |
| -------------------------------- | --------- | -------------------------------- | ------ |
| Чемпіонат Європи з боротьби 2010 | Туреччина | греко-римська боротьба, до 96 кг | Бронза |
| Чемпіонат Європи з боротьби 2011 | Туреччина | греко-римська боротьба, до 96 кг | 8      |
| Чемпіонат Європи з боротьби 2013 | Туреччина | греко-римська боротьба, до 96 кг | Бронза |
| Чемпіонат Європи з боротьби 2014 | Туреччина | греко-римська боротьба, до 98 кг | Срібло |
| Чемпіонат Європи з боротьби 2016 | Туреччина | греко-римська боротьба, до 98 кг | Бронза |
| Чемпіонат Європи з боротьби 2017 | Туреччина | греко-римська боротьба, до 98 кг | 13     |
| Чемпіонат Європи з боротьби 2018 | Туреччина | греко-римська боротьба, до 97 кг | 8      |
| Чемпіонат Європи з боротьби 2020 | Туреччина | греко-римська боротьба, до 97 кг | Бронза |

### Виступи на Європейських іграх
| Змагання              | Збірна    | Вагова категорія                 | Місце  |
| --------------------- | --------- | -------------------------------- | ------ |
| Європейські ігри 2015 | Туреччина | греко-римська боротьба, до 98 кг | Бронза |
| Європейські ігри 2019 | Туреччина | греко-римська боротьба, до 97 кг | 5      |

### Виступи на Кубках світу
| Змагання                    | Збірна    | Вагова категорія                 | Місце  |
| --------------------------- | --------- | -------------------------------- | ------ |
| Кубок світу з боротьби 2010 | Туреччина | греко-римська боротьба, до 96 кг | 9      |
| Кубок світу з боротьби 2011 | Туреччина | греко-римська боротьба, до 96 кг | 11     |
| Кубок світу з боротьби 2012 | Туреччина | греко-римська боротьба, до 96 кг | Бронза |
| Кубок світу з боротьби 2013 | Туреччина | греко-римська боротьба, до 96 кг | Срібло |
| Кубок світу з боротьби 2017 | Туреччина | греко-римська боротьба, до 98 кг | 4      |

### Виступи на Середземноморських іграх
| Змагання                    | Збірна    | Вагова категорія                 | Місце  |
| --------------------------- | --------- | -------------------------------- | ------ |
| Середземноморські ігри 2013 | Туреччина | греко-римська боротьба, до 96 кг | Срібло |

### Виступи на Чемпіонатах світу серед студентів
| Змагання                                        | Збірна    | Вагова категорія                 | Місце  |
| ----------------------------------------------- | --------- | -------------------------------- | ------ |
| Чемпіонат світу з боротьби серед студентів 2008 | Туреччина | греко-римська боротьба, до 96 кг | Золото |

### Виступи на інших змаганнях
| Змагання                                                       | Збірна    | Вагова категорія                 | Місце  |
| -------------------------------------------------------------- | --------- | -------------------------------- | ------ |
| Турнір Дана Колова — Николи Петрова 2007                       | Туреччина | греко-римська боротьба, до 96 кг | 10     |
| Золотий Гран-прі з боротьби 2009                               | Туреччина | греко-римська боротьба, до 96 кг | 8      |
| Турнір Вехбі Емре 2010                                         | Туреччина | греко-римська боротьба, до 96 кг | Срібло |
| Золотий Гран-прі з боротьби 2011 (Сомбатгей)                   | Туреччина | греко-римська боротьба, до 96 кг | Бронза |
| Турнір Г. Картозія і В. Балавадзе 2011                         | Туреччина | греко-римська боротьба, до 96 кг | 10     |
| Золотий Гран-прі з боротьби 2011 (Баку)                        | Туреччина | греко-римська боротьба, до 96 кг | 5      |
| Кубок Владислава Пітласинські 2011                             | Туреччина | греко-римська боротьба, до 96 кг | 17     |
| Тестовий турнір FILA 2011                                      | Туреччина | греко-римська боротьба, до 96 кг | 11     |
| Кубок Азовмаша 2012                                            | Туреччина | греко-римська боротьба, до 96 кг | 5      |
| Турнір Вехбі Емре 2013                                         | Туреччина | греко-римська боротьба, до 96 кг | Золото |
| Trophee Milone 2013                                            | Туреччина | греко-римська боротьба, до 96 кг | Срібло |
| Кубок Владислава Пітласинські 2013                             | Туреччина | греко-римська боротьба, до 96 кг | 16     |
| Вогні Москви 2013                                              | Туреччина | греко-римська боротьба, до 96 кг | Золото |
| Турнір Вехбі Емре 2014                                         | Туреччина | греко-римська боротьба, до 98 кг | Золото |
| Золотий Гран-прі з боротьби 2014 (Сомбатгей)                   | Туреччина | греко-римська боротьба, до 98 кг | Золото |
| Гран-прі Німеччини з боротьби 2014                             | Туреччина | греко-римська боротьба, до 98 кг | Срібло |
| Золотий Гран-прі з боротьби 2014 (Баку)                        | Туреччина | греко-римська боротьба, до 98 кг | Срібло |
| Турнір Вехбі Емре і Гаміта Каплана 2015                        | Туреччина | греко-римська боротьба, до 98 кг | Золото |
| Кубок Владислава Пітласинські 2015                             | Туреччина | греко-римська боротьба, до 98 кг | 16     |
| Турнір Вехбі Емре і Гаміта Каплана 2016                        | Туреччина | греко-римська боротьба, до 98 кг | Золото |
| Міжнародний турнір Любомира Івановича-Гедзи 2016               | Туреччина | греко-римська боротьба, до 98 кг | Золото |
| Олімпійський кваліфікаційний турнір з боротьби 2016 (Зренянин) | Туреччина | греко-римська боротьба, до 98 кг | 13     |
| Олімпійський кваліфікаційний турнір з боротьби 2016 (Стамбул)  | Туреччина | греко-римська боротьба, до 98 кг | Золото |
| Гран-прі Німеччини з боротьби 2016                             | Туреччина | греко-римська боротьба, до 98 кг | 5      |
| Золотий Гран-прі з боротьби 2016                               | Туреччина | греко-римська боротьба, до 98 кг | Бронза |
| Клубний чемпіонат світу з боротьби 2016                        | Туреччина | команда                          | Срібло |
| Турнір Вехбі Емре і Гаміта Каплана 2017                        | Туреччина | греко-римська боротьба, до 98 кг | Бронза |
| Кубок Тахті 2018                                               | Туреччина | греко-римська боротьба, до 97 кг | Срібло |
| Турнір Вехбі Емре і Гаміта Каплана 2018                        | Туреччина | греко-римська боротьба, до 97 кг | 12     |
| Гран-прі Німеччини з боротьби 2018                             | Туреччина | греко-римська боротьба, до 97 кг | 18     |
| Клубний чемпіонат світу з боротьби 2018                        | Туреччина | команда                          | 4      |
| Турнір Вехбі Емре і Гаміта Каплана 2019                        | Туреччина | греко-римська боротьба, до 97 кг | Золото |
| Гран-прі Угорщини з боротьби 2019                              | Туреччина | греко-римська боротьба, до 97 кг | 7      |
| Відкритий чемпіонат Загреба з боротьби 2020                    | Туреччина | греко-римська боротьба, до 97 кг | Срібло |
| Меморіал Маттео Пелліконе 2021                                 | Туреччина | греко-римська боротьба, до 97 кг | Бронза |

### Виступи на змаганнях молодших вікових груп
| Змагання                                       | Збірна    | Вагова категорія                 | Місце  |
| ---------------------------------------------- | --------- | -------------------------------- | ------ |
| Чемпіонат світу з боротьби серед юніорів 2005  | Туреччина | греко-римська боротьба, до 84 кг | 8      |
| Чемпіонат Європи з боротьби серед юніорів 2005 | Туреччина | греко-римська боротьба, до 84 кг | Золото |
| Чемпіонат Європи з боротьби серед юніорів 2006 | Туреччина | греко-римська боротьба, до 84 кг | Золото |
| Чемпіонат світу з боротьби серед юніорів 2006  | Туреччина | греко-римська боротьба, до 84 кг | Золото |